# Merklín (district de Plzeň-Sud)
Pour les articles homonymes, voir Merklín.
Merklín (en allemand : Merklin) est un bourg (městys) du district de Plzeň-Sud, dans la région de Plzeň, en République tchèque. Sa population s'élevait à 1 159 habitants en 2022.

## Géographie
Merklín est arrosée par la Merklínka, un affluent de la Radbuza, et se trouve à 10 km au sud-sud-est de Stod, à 24 km au sud-ouest de Plzeň et à 106 km à l'ouest-sud-ouest de Prague.
La commune est limitée par Holýšov, Zemětice et Přestavlky au nord, par Soběkury à l'est, par Otěšice, Ptenín et Buková au sud, et par Staňkov à l'ouest.

## Histoire
La première mention écrite de la localité date de 1356.
Le 10 mars 1953, la bataille aérienne de Merklín voit un MiG-15 tchécoslovaque abattre un F-84E de l'USAF à la suite d'une violation de frontière.

## Administration
La commune se compose de trois sections :
- Kloušov
- Lhota
- Merklín

## Galerie

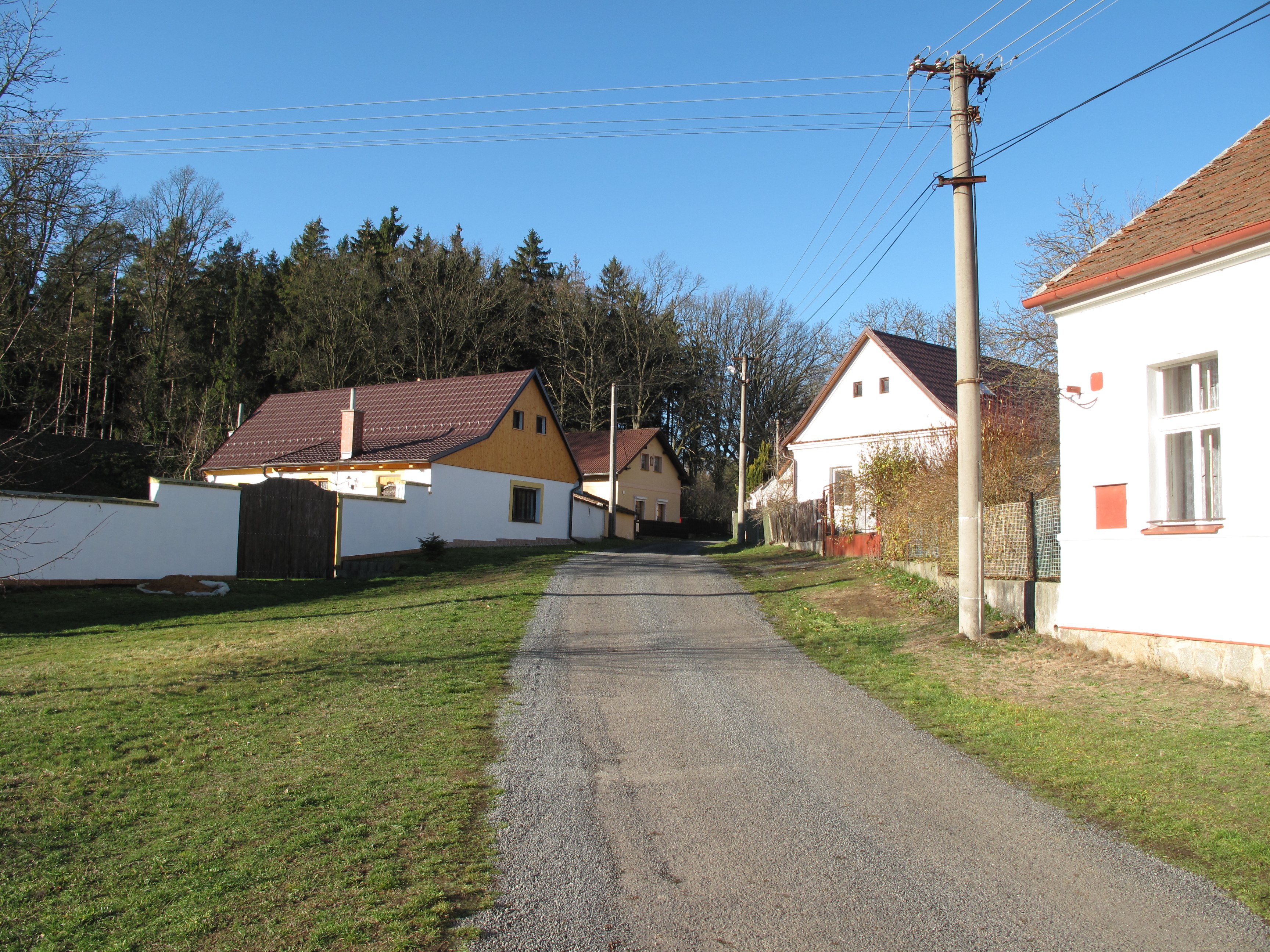
Hameau de Lhota.
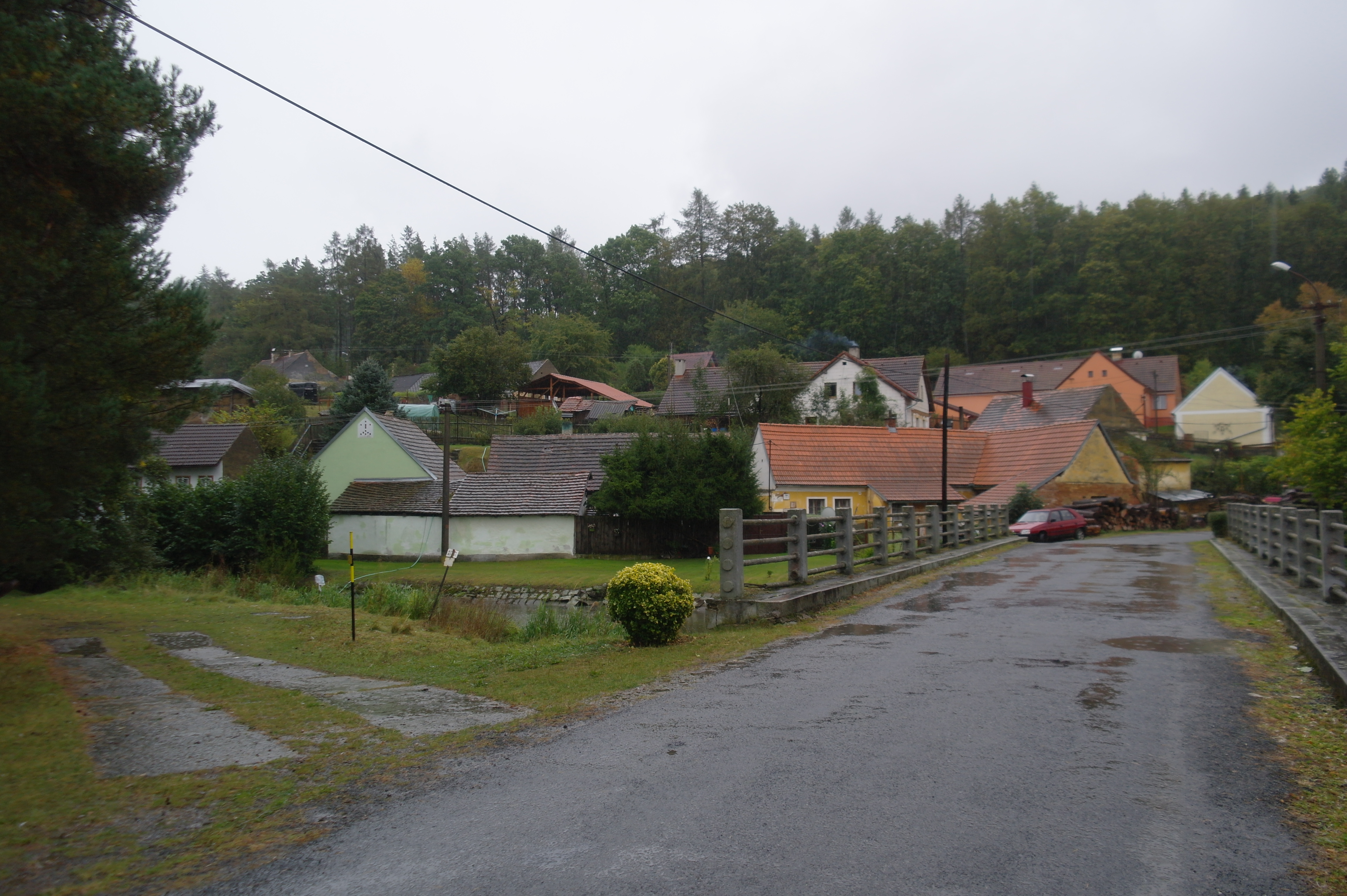
Hameau de Kloušov.

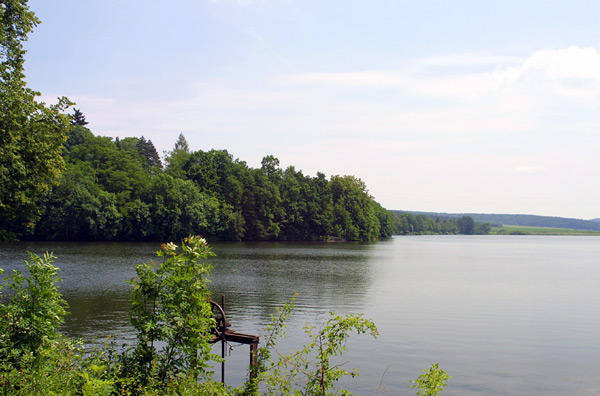
Étang de Merklín.
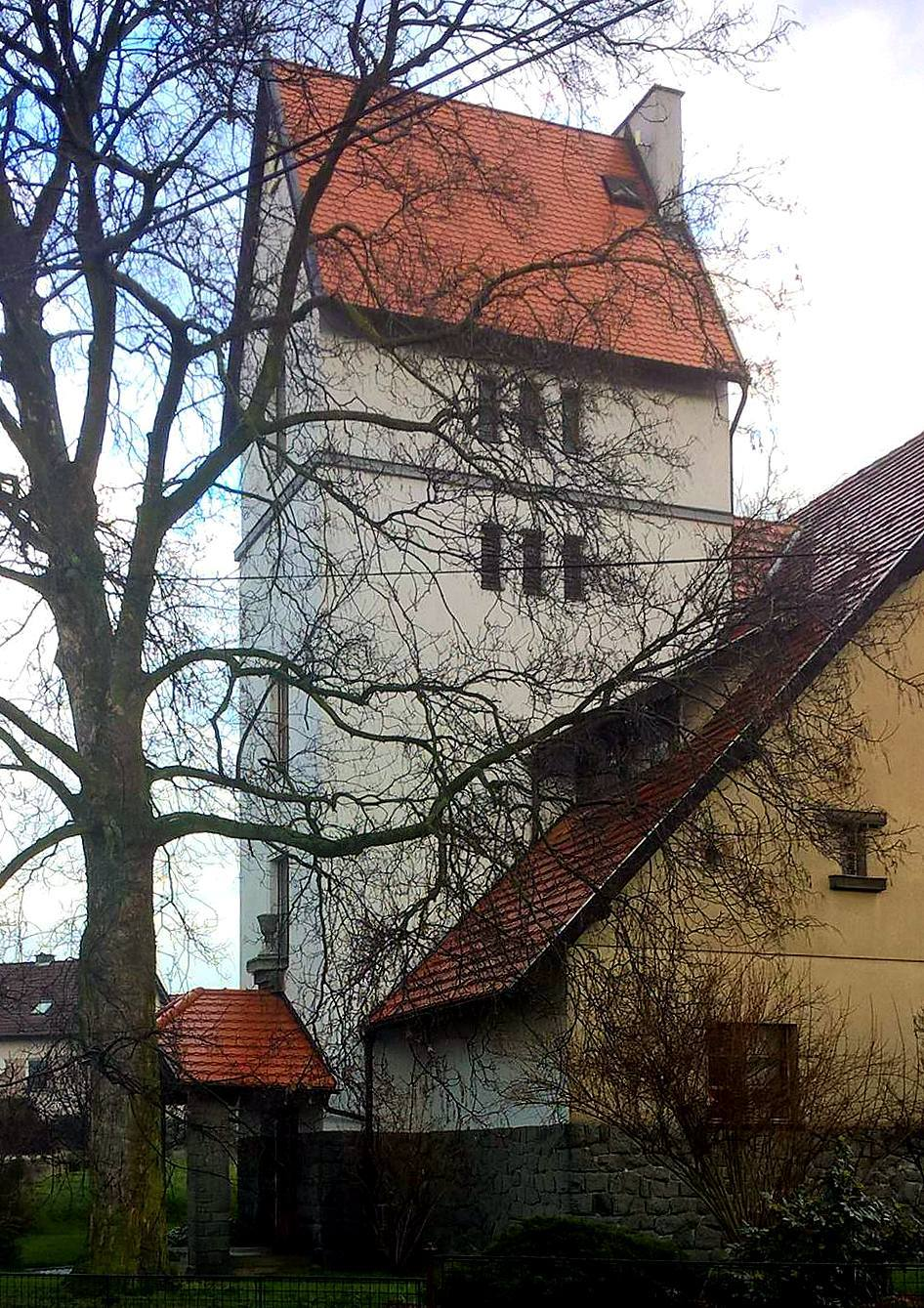
Église évangélique.
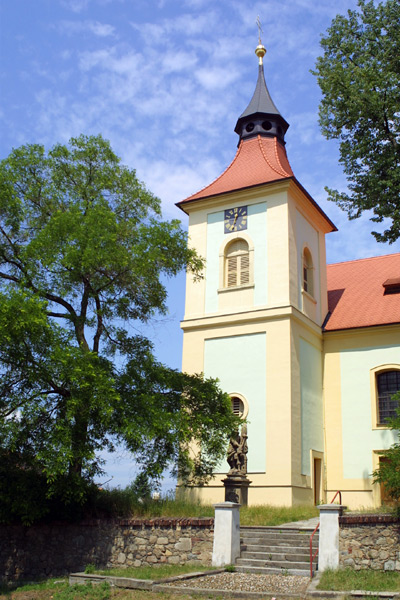
Église Saint-Nicolas.

## Transports
Par la route, Merklín se trouve à 11 km de Přeštice, à 31 km de Plzeň et à 119 km de Prague.